# Macrobrachium poeti
Macrobrachium poeti är en kräftdjursart som beskrevs av Lipke Bijdeley Holthuis 1984. Macrobrachium poeti ingår i släktet Macrobrachium och familjen Palaemonidae. Inga underarter finns listade i Catalogue of Life.